# 우스이 간타
우스이 간타(일본어: 臼井 貫太, 1999년 10월 9일~)는 일본의 축구 선수이다.

## 구단 경력
그는 2017년 J3리그의 감바 오사카 U-23에서 뛰었다. 2018년부터 2021년까지 간세이 가쿠인 대학에서 활동하였다. 2022년 J3리그의 가마타마레 사누키에 입단했고, 3년동안 팀에서 뛰었다.